# Movimento Riformatore (Belgio)
Il Movimento Riformatore (in francese Mouvement Réformateur, MR) è un partito politico belga, attivo nella regione della Vallonia e nella Comunità francofona. È nato nel 2002 come federazione tra:
- Partito Riformatore Liberale (Parti Réformateur Libéral, PRL), liberale;
- Movimento dei Cittadini per il Cambiamento (Mouvement des Citoyens pour le Changement, MCC), cristiano democratico;
- Partito per la Libertà e il Progresso (Partei für Freiheit und Fortschritt PFF), liberale.

Originariamente prese parte al MR anche il Fronte Democratico dei Francofoni (Front Démocratique des Francophones, FDF), poi DéFI, federalisti francofoni, che però nel settembre 2011 hanno abbandonato la federazione.

## Storia
Il MR può essere considerato l'incontro tra il movimento liberale, quello cristiano moderato e quello federalista belga.
In Europa aderisce al Partito dell'Alleanza dei Liberali e dei Democratici per l'Europa.

### Liberali
Il movimento liberale è stato rappresento in Belgio dal Partito Liberale, fondato nel 1846, un partito unitario, comprendente cioè sia valloni che fiamminghi. Il PL si caratterizzò per posizioni alquanto anti-clericali e per una politica attenta nei confronti delle classi meno abbienti, in particolare quella operaia. Fino agli anni '20 del '900 il PL rappresentò la componente di "sinistra" della politica belga, in contrapposizione, spesso, con i partiti di ispirazione cristiana. Un po' come è successo anche in Gran Bretagna con il Partito Liberale o in Svezia con il Partito Popolare Liberale. Dagli anni '20 in poi, però, con l'affermarsi del movimento socialista, i liberali, espressione della media "borghesia", cominciarono ad allearsi con i partiti conservatori.
Nel 1961 il partito assunse il nome di Partito della Libertà e del Progresso. Nel 1972, a causa delle crisi tra le due comunità linguistiche del Belgio, si verificò una scissione, che diede luogo a un Partito vallone della libertà e del progresso e ad un partito fiammingo (Partij voor Vrijheid en Vooruitgang).
Nel 1976 il PLP vallone ed il Raggruppamento Vallone, un insieme di partiti federalisti, diedero vita al Partito delle Riforme e della Libertà di Vallonia (PRLW). Nel 1979 i liberali valloni si riunirono ad un gruppo di liberali di Bruxelles e diedero vita al Partito Riformatore Liberale (PRL). Nel 1981 i liberali, sia fiamminghi che valloni, ottennero il loro miglior risultato alle elezioni nazionali.

### Civici e cristiano-democratici
Nel 1997, Gérard Deprez propone la creazione di liste comuni tra la federazione PRL-FDF ed il proprio partito, il Partito Cristiano Sociale, oggi Centro Democratico Umanista. Nel luglio dello stesso anno, il PCS, però rifiutò la proposta di Deprez. Nel gennaio del 1998, Deprez venne allontanato dal PCS e fondò il Mouvement des citoyens pour le changement (MCC), con lo scopo di raccogliere i moderati che, anche grazie ad una federazione con PRL-FDF, volessero assicurare un ricambio della vita politica belga.
A questa federazione si è poi unito il Partito per la Libertà e il Progresso (Partei für Freiheit und Fortschritt, PFF), in rappresentanza dei liberali germanofoni.

### La nascita di MR
Nel 1999, si svolse il primo congresso della federazione PRL-FDF-MCC, che presentò proprie liste alle elezioni europee.
Il Movimento Riformatore nasce ufficialmente il 22 marzo del 2002.
Alle elezioni politiche del 2003, MR ha ottenuto 11,4% dei voti alla Camera ed il 12,1 al Senato, eleggendo 24 deputati e 5 senatori. Alle elezioni regionali (2004) in Vallonia ha ottenuto il 24,3% dei voti, ha eletto 20 deputati, perdendone uno. Nella Regione di Bruxelles ha, invece, conquistato il 32,5% dei consensi ed ha eletto 25 seggi, 2 in meno.
Alle elezioni politiche del 2007 MR è passato al 12,5% dei voti, con un incremento dell'1,1%, anche se i seggi sono passati da 24 a 23. Con il 31% dei consensi, i Riformatori si sono confermati il primo partito di lingua francese in Belgio.
Alle elezioni politiche del 2019 MR ha ottenuto il risultato del 7.56% con 512.825 voti. La forza Parlamentare si è ridotta a 14 eletti. In seguito all'esito elettorale, Primo ministro è divenuta Sophie Wilmès, espressione del Movimento Riformatore, cui nel 2020 è succeduto Alexander De Croo, esponente di Liberali e Democratici Fiamminghi Aperti.

## Ideologia
Il peso delle diverse componenti culturali al momento della nascita di MR è calcolabile leggendo il numero di delegati che lo Statuto riconosceva ad ogni partito fondatore:
- "La delegazione del PRL composta da 4.200 membri;
- La delegazione del PFF composta da 200 membri;
- La delegazione del FDF composta da 1.000 membri;
- La delegazione del MCC composta da 500 membri."

Il partito aderisce all'ALDE.
Il sito di MR afferma che i partiti federati in MR "propongono ai cittadini una nuova formazione politica, moderna, riformatrice e convintamente centrista".
Lo statuto afferma che "il Movimento Riformatore fonda la sua azione sui valori dell'umanesimo democratico:
- il primato della persona umana e la sua dignità;
- l'uguaglianza dei diritti e delle possibilità per tutti;
- il rispetto delle libertà fondamentali;
- la responsabilità;
- la solidarietà sociale;
- il lavoro;
- la libertà d'iniziativa e di creare;
- la libera scelta del modo di vivere (famiglia, scuola, salute, associazioni, …);
- la libertà di pensiero e d'espressione; la tolleranza ed il diritto alla differenza;
- la partecipazione attiva dei cittadini al dibattito politico."

## Presidenti
| Presidente            | Periodo                             | Note                                                                                      |
| --------------------- | ----------------------------------- | ----------------------------------------------------------------------------------------- |
| Daniel Ducarme        | 24 marzo 2002 – 27 maggio 2003      |                                                                                           |
| Antoine Duquesne      | 27 maggio 2003 – 11 ottobre 2004    | Presidente ad interim fino al 29 giugno 2003, eletto ufficialmente il 29 giugno 2003.     |
| Didier Reynders       | 11 ottobre 2004 – 14 febbraio 2011  | Eletto il 10 ottobre 2004, rieletto il 19 novembre 2008.                                  |
| Charles Michel        | 14 febbraio 2011 – 11 ottobre 2014  | Eletto il 20 gennaio 2011, insediato ufficialmente il 14 febbraio 2011.                   |
| Olivier Chastel       | 20 ottobre 2014 – 18 febbraio 2019  | Presidente ad interim fino all'11 dicembre 2014, eletto ufficialmente l'11 dicembre 2014. |
| Charles Michel        | 18 febbraio 2019 – 29 novembre 2019 |                                                                                           |
| Georges-Louis Bouchez | 29 novembre 2019 – in carica        | Eletto il 29 novembre 2019, rieletto il 15 luglio 2024.                                   |

## Membri (ed ex membri)
- Daniel Bacquelaine
- David Leisterh
- François Bellot
- Françoise Bertieaux (MR-LB)
- Chantal Bertouille
- Willy Borsus
- Georges-Louis Bouchez (MR)
- Jacques Brotchi
- Olivier Chastel
- Véronique Cornet
- Alain Courtois
- Jean-Luc Crucke (ex MR, ora Les Engagés)
- François-Xavier de Donnea
- Armand De Decker
- Christine Defraigne
- Corinne De Permentier
- Gérard Deprez (MR-MCC)
- Alain Destexhe
- Vincent De Wolf (MR-LB)

- Daniel Ducarme
- Denis Ducarme
- Antoine Duquesne
- Hervé Hasquin
- Pierre Hazette
- Hervé Jamar
- Pierre-Yves Jeholet
- Serge Kubla
- Sabine Laruelle
- Bertin Mampaka Mankamba
- Charles Michel
- Louis Michel
- Richard Miller
- Didier Reynders
- Frédérique Ries
- Françoise Schepmans
- Jacques Simonet
- Dominique Tilmans
- Sophie Wilmès
- Marc Wilmots

## Nelle istituzioni

### Livello federale

#### Presidenti del Senato
- Armand De Decker (12 luglio 2007 – 20 luglio 2010)
- Christine Defraigne (14 ottobre 2014 – 3 dicembre 2018)
- Jacques Brotchi (14 dicembre 2018 – 4 luglio 2019)
- Sabine Laruelle (18 luglio 2019 – in carica)

#### Primi ministri
- Charles Michel (11 ottobre 2014 – 27 ottobre 2019)
- Sophie Wilmès (27 ottobre 2019 – in carica)

### Livello regionale

#### Presidenti della Regione di Bruxelles-Capitale
- Daniel Ducarme (6 giugno 2003 – 18 febbraio 2004)
- Jacques Simonet (18 febbraio 2004 – 19 luglio 2004)

#### Presidenti della Vallonia
- Willy Borsus (28 luglio 2017 – 13 settembre 2019)

## Simboli

Simbolo del MR dal 2002 fino 2011 con l'uscita del FDF dal partito
Simbolo del MR dal 2011 fino al 9 settembre 2023
Simbolo del MR dal 9 settembre 2023

## Risultati elettorali
| Elezione          | Elezione     | Voti    | %     | Seggi    |
| ----------------- | ------------ | ------- | ----- | -------- |
| Parlamentari 2003 | Camera       | 748.952 | 11,40 | 24 / 150 |
| Parlamentari 2003 | Senato       | 795.757 | 12,15 | 5 / 40   |
| Europee 2004      | Europee 2004 | 671.422 | 10,35 | 3 / 24   |
| Parlamentari 2007 | Camera       | 835.073 | 12,52 | 23 / 150 |
| Parlamentari 2007 | Senato       | 815.755 | 12,31 | 6 / 40   |
| Europee 2009      | Europee 2009 | 640.092 | 9,75  | 2 / 22   |
| Parlamentari 2010 | Camera       | 605.617 | 9,28  | 18 / 150 |
| Parlamentari 2010 | Senato       | 599.618 | 9,27  | 4 / 40   |
| Parlamentari 2014 | Camera       | 650.260 | 9,64  | 20 / 150 |
| Europee 2014      | Europee 2014 | 661.332 | 9,88  | 3 / 21   |
| Parlamentari 2019 | Camera       | 512.825 | 7,56  | 14 / 150 |
| Europee 2019      | Europee 2019 | 470.654 | 6,99  | 2 / 21   |
| Parlamentari 2024 | Camera       | 716.934 | 10,39 | 20 / 150 |
| Europee 2024      | Europee 2024 | 906.304 | 12,70 | 3 / 22   |
| 1.                |              |         |       |          |